# Fasangarten

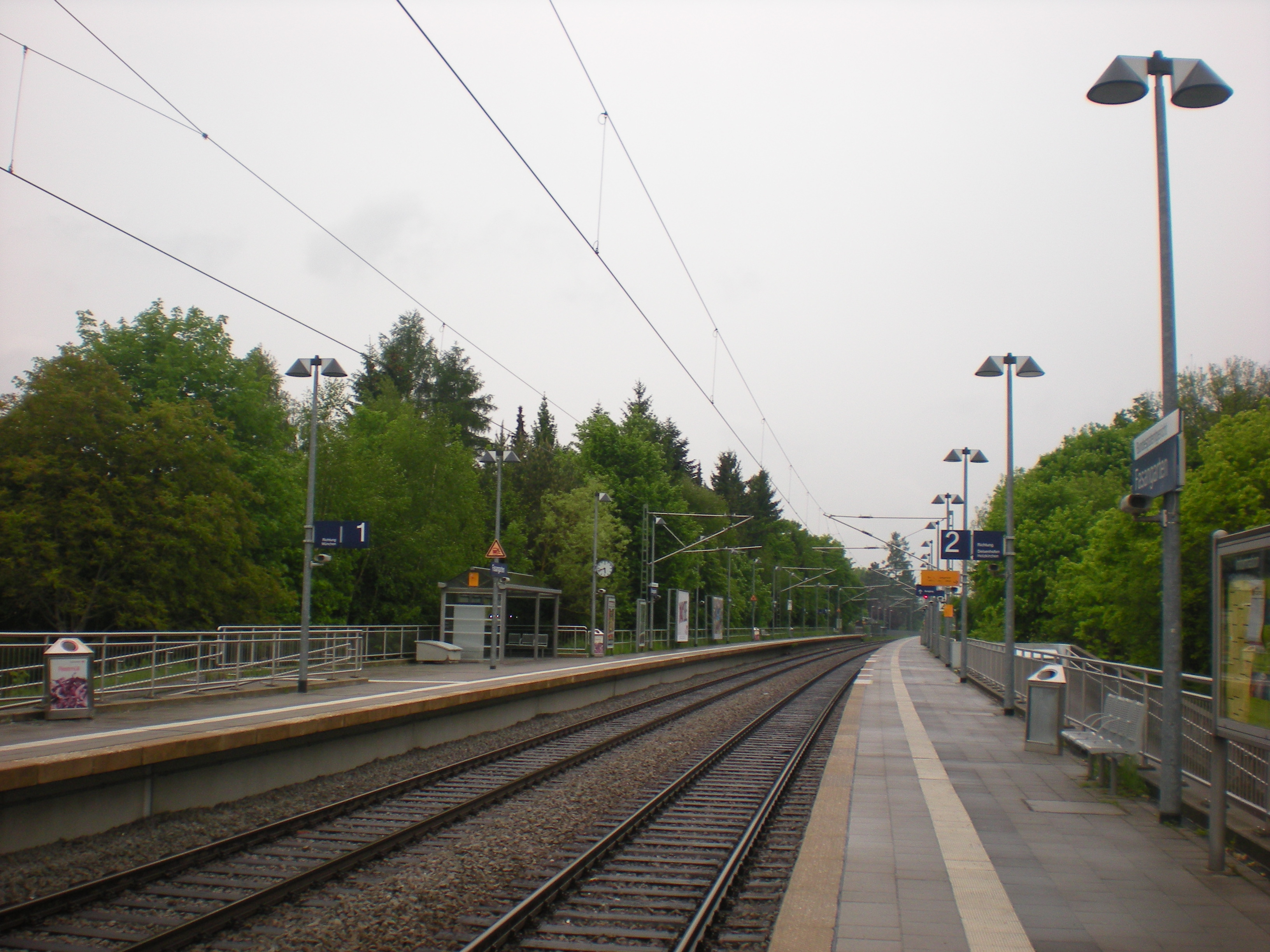
Haltepunkt München-Fasangarten

Der Fasangarten ist ein Stadtteil der bayerischen Landeshauptstadt München und gehört zu dem Stadtbezirk 17 Obergiesing-Fasangarten. Er bildet den südlichen Teil dieses Stadtbezirks südlich der Justizvollzugsanstalt Stadelheim und des Friedhofs am Perlacher Forst.
Der Name des heutigen Stadtteils rührt von einem ehemaligen Forsthaus bei Perlach, dem seit Beginn des 18. Jahrhunderts bis ins Jahr 1805 eine Fasanenzucht angegliedert war. In den 1920er-Jahren entstand hier eine zunächst wilde Siedlung, die am 1. Oktober 1937 nach München eingemeindet wurde. Ursprünglich dem Stadtteil Perlach zugeordnet und dementsprechend auch heute noch in der Gemarkung Perlach liegend, bildet der Fasangarten heute zusammen mit Obergiesing den Stadtbezirk 17. Die Siedlung am Perlacher Forst (umgangssprachlich meist Ami-Siedlung) ist zentraler und profilgebender Teil des Fasangartens.
Durch Fasangarten verläuft die Bahnstrecke München Ost–Deisenhofen, die im 20- bzw. 10-Minuten-Takt in der Hauptverkehrszeit von der Linie S3 der S-Bahn München von Mammendorf nach Holzkirchen bedient wird. An dieser existiert der zweigleisige mit Seitenbahnsteigen ausgestattete S-Bahn-Haltepunkt München-Fasangarten.
Das Bundespatentgericht hat seinen Sitz im Stadtteil.

## Baudenkmäler
Baudenkmäler im Fasangarten